# A. Arnold Gillespie
Albert Arnold Gillespie (El Paso, 14 ottobre 1899 – Los Angeles, 3 maggio 1978) è stato uno scenografo ed effettista statunitense.

## Biografia
Gillespie si unì alla MGM come scenografo nel 1925, un anno dopo la sua fondazione. Ha studiato alla Columbia University e l'Arts Students League. Il suo primo progetto è stato il film muto Ben-Hur, uscito quello stesso anno. Ha lavorato presso lo studio a vario titolo fino al 1962. Nel 1936, divenne il capo del Dipartimento della MGM Special Effects. Gillispie era soprannominato "Buddy".
Ebbe tredici candidature agli Oscar, vincendone tre.
Nel 1944, Gillespie sposò Nell Hill dalla quale ebbe un figlio, Thomas.

## Filmografia parziale

### Effetti speciali
- Il mago di Oz (The Wizard of Oz), regia di Victor Fleming (1939)
- La febbre del petrolio (Boom Town), regia di Jack Conway (1940)
- Ritorna se mi ami (Flight Command), regia di Frank Borzage (1940)
- La signora Miniver (Mrs. Miniver), regia di William Wyler (1942)
- Forzate il blocco (Stand by for Action), regia di Robert Z. Leonard (1942)
- Missione segreta (Thirty Seconds Over Tokyo), regia di Mervyn LeRoy (1944)
- La signora Parkington (Mrs Parkington), regia di Tay Garnett (1944)
- Jolanda e il re della samba (Yolanda and the Thief), regia di Vincente Minnelli (1945)
- I sacrificati (They Were Expendable), regia di John Ford (1945)
- Il delfino verde (Green Dolphin Street), regia di Victor Saville (1947)
- L'isola sulla montagna (High Barbaree), regia di Jack Conway (1947)
- Il bacio del bandito (The Kissing Bandit), regia di László Benedek (1948)
- Ritorno del campione (The Stratton Story), regia di Sam Wood (1949)
- Il pescatore della Louisiana (The Toast of New Orleans), regia di Norman Taurog (1950)
- Kim, regia di Victor Saville (1950)
- Bright Road, regia di Gerald Mayer (1953)
- Amanti latini (Latin Lovers), regia di Mervyn LeRoy (1953)
- Il pianeta proibito (Forbidden Planet), regia di Fred McLeod Wilcox (1956)
- Inferno sul fondo (Torpedo Run), regia di Joseph Pevney (1958)
- Ben-Hur (Ben-Hur: A Tale of the Christ), regia di William Wyler (1959)
- Susanna agenzia squillo (Bells Are Ringing), regia di Vincente Minnelli (1960)
- Cimarron, regia di Anthony Mann (1960)
- Le avventure di Huck Finn (The Adventures of Huckleberry Finn), regia di Michael Curtiz (1960)
- Atlantide, il continente perduto (Atlantis, the Lost Continent), regia di George Pal (1961)
- I quattro cavalieri dell'Apocalisse (The Four Horsemen of the Apocalypse), regia di Vincente Minnelli (1962)
- Caccia al tenente (The Horizontal Lieutenant), regia di Richard Thorpe (1962)
- La ragazza più bella del mondo (Billy Rose's Jumbo), regia di Charles Walters (1962)
- Gli ammutinati del Bounty (Mutiny on the Bounty), regia di Lewis Milestone (1962)
- La conquista del West (How the West Was Won), regia di John Ford, Henry Hathaway e George Marshall (1962)
- Le astuzie della vedova (A Ticklish Affair), regia di George Sidney (1963)
- Intrigo a Stoccolma (The Prize), regia di Mark Robson (1963)
- Voglio essere amata in un letto d'ottone (The Unsinkable Molly Brown), regia di Charles Walters (1964)
- La più grande storia mai raccontata (The Greatest Story Ever Told), regia di George Stevens (1965)

### Scenografo
- Adam's Rib, regia di Cecil B. DeMille (1923)
- La Bohème, regia di King Vidor (1926)
- Mammina (Lovey Mary), regia di King Baggot (1926)
- Il capitano di Singapore (The Road to Mandalay), regia di Tod Browning (1926)
- Ragione per cui (Memory Lane), regia di John M. Stahl (1926)
- Tua moglie ad ogni costo (The Demi-Bride), regia di Robert Z. Leonard (1927)
- Women Love Diamonds, regia di Edmund Goulding (1927)
- Laughing Boy, regia di W. S. Van Dyke (1934)
- L'amante sconosciuta (Evelyn Prentice), regia di William K. Howard (1934)

## Premi e riconoscimenti

### Premio Oscar
- 1940 - Candidato ai migliori effetti speciali per Il mago di Oz
- 1941 - Candidato ai migliori effetti speciali per La febbre del petrolio
- 1942 - Candidato ai migliori effetti speciali per Ritorna se mi ami
- 1943 - Candidato ai migliori effetti speciali per La signora Miniver
- 1944 - Candidato ai migliori effetti speciali per Forzate il blocco
- 1945 - Migliori effetti speciali per Missione segreta
- 1946 - Candidato ai migliori effetti speciali per I sacrificati
- 1948 - Migliori effetti speciali per Il delfino verde
- 1957 - Candidato ai migliori effetti speciali per Il pianeta proibito
- 1959 - Candidato ai migliori effetti speciali per Inferno sul fondo
- 1960 - Migliori effetti speciali per Ben-Hur
- 1963 - Candidato ai migliori effetti speciali per Gli ammutinati del Bounty
- 1964 - Oscar alla tecnica